# マゴグ (ケベック州)
マゴグ（仏語：Magog）は、カナダのケベック州南東に位置する小さな町。メンフレマゴグ湖の北端に位置し、町の北にはイースタンタウンシップス地域（エストリー地域）のスキーリゾートとして知られるモン・オルフォール（オルフォール山）がある。2002年に隣町と合併し現在の姿となる。人口は28,312人（2021年統計）。
数世代に渡って町は繊維産業（布地の生産）ひとつで成り立っていると言ってよかった。町の畔にあるメンフレマゴグ湖とモン・オルフォール州立公園が北にあることからアウトドアアクティビティが盛んで、リゾート地の中心としていつしか栄えるようになる。

## 歴史
町の歴史は1776年に、英国王党派の人々がアメリカより逃れてきてこの地に入植したことに始まる。町として組織されたのは1855年。1850年代、町の人口のほとんどが英語を話していたが、経済が発展するにしたがい、鉄道や林業での雇用が自然と増え、その多くがフランス語を話す人々であった。その結果、20世紀初頭には町の人口の多くはフランス語を話す人々となる。